# Cantonul Vezzani
Cantonul Vezzani este un canton din arondismentul Corte, departamentul Haute-Corse, regiunea Corsica, Franța.

## Comune
| Comune      | Populație (1999) | Cod poștal | Cod INSEE |
| ----------- | ---------------- | ---------- | --------- |
| Aghione     | 245              | 20270      | 2B002     |
| Antisanti   | 418              | 20270      | 2B016     |
| Casevecchie | 68               | 20270      | 2B075     |
| Noceta      | 54               | 20219      | 2B177     |
| Pietroso    | 287              | 20242      | 2B229     |
| Rospigliani | 78               | 20219      | 2B263     |
| Vezzani     | 300              | 20242      | 2B347     |